# キャロル・H・クラーク
キャロル・ヒギンズ・クラーク（Carol Higgins Clark、1956年7月28日 - 2023年6月12日）は、アメリカ合衆国の推理作家。母親はメアリ・H・クラークであり、何作か共同執筆している。

## 経歴
ニューヨーク市生まれ。マウント・ホリヨーク大学卒業。母親の執筆の手伝いをしていた所から、自ら小説を書き始める。2006年に暮らしていたアパートメントが2006年ニューヨーク小型機衝突事故に遭遇した。

## 作品リスト
- Decked 1992年　殺意の航海 (扶桑社ミステリー―女性探偵リーガン・ライリー・シリーズ)  1993/8/1
- Snagged 1993年　たそがれ荘の受難 (扶桑社ミステリー―女性探偵リーガン・ライリー・シリーズ) 1994/7/1
- Iced 1995年
- Twanged 1998年
- Deck the Halls 2000年  誘拐犯はそこにいる メアリ・ヒギンズ・クラークとの共著、(新潮文庫)  2003/11/1
- Fleeced 2001年
- Jinxed 2002年
- Popped 2003年
- Burned 2005年
- Hitched 2006年
- Laced 2007年
- Zapped 2008年
- Cursed 2009年
- Wrecked 2010年
- Mopped 2011年